# Friedrich von Lindelof
Friedrich Levin Freiherr von Lindelof (* 10. Juli 1794 in Oldenburg; † 16. Mai 1882 in Darmstadt) war Ministerpräsident im Großherzogtum Hessen und Professor der Rechtswissenschaften.

## Familie
Der Vater, Georg Nikolaus von Lindelof (1758–1833), war Großherzoglich Oldenburgischer Kammerrat, die Mutter, Sophie von Römer (1769–1847), kam aus Rastede.
Friedrich Levin Freiherr von Lindelof heiratete 1825 Anneke Hillingh (1806–1886), deren Vater, Georg Hillingh, Oberpostmeister in Emden war. Aus der Ehe stammten:
- Friedrike von Lindelof,
- Adolf Freiherr von Lindelof (1828–1905)
- Heinrich Ernst Karl Freiherr von Lindelof (1830–1911), Großherzoglich Hessischer Kammerherr und Grundbesitzer in Ungarn[2]

## Ausbildung und Karriere
Ab 1811 studierte von Lindelof Rechtswissenschaft an den Universitäten Heidelberg, Dijon und Paris. In Heidelberg wurde er Mitglied des Corps Guestphalia I Heidelberg. Nach der Promotion lehrte er als Privatdozent an der Universität Göttingen und wurde dann 1818 Assessor der Justizkanzlei in Oldenburg. Am 22. Februar 1823 erhielt er die fünfte ordentliche Professur der juristischen Fakultät an der Universität Gießen.
1830 wechselte er an das Oberappellationsgericht Darmstadt. Ab 1832 nahm er an Sitzungen des Staatsrats teil, 1833 wurde er in dieses Gremium berufen. 1838 wechselte er in das Ministerium des Innern und der Justiz.
In der Folge der Revolution von 1848 im Großherzogtum Hessen wurde dort auch das Justizministerium aus dem Innenministerium herausgelöst. Friedrich von Lindelof wurde dabei dem Justizministerium zugeteilt, dessen Leitung er 1849 mit dem Titel eines „Direktors“ übernahm. 1853 wurde er dessen Präsident, 1858 „Minister“.
Ab 1860 war er gleichzeitig Präsident des Staatsrats. 1871 musste Großherzog Ludwig III. seinen langjährigen österreich-freundlichen Ministerpräsidenten und Außenminister Reinhard von Dalwigk auf Druck Otto von Bismarcks entlassen. Der langjährige Justizminister, von Lindelof, bot sich als nächstliegende, gesichtswahrende Übergangslösung an, bis dann im darauffolgenden Jahr Ludwig III. seinen Widerstand endgültig aufgab und mit Karl von Hofmann ein Bismarck-Vertrauter installiert wurde. Von Lindelof übernahm so 1871/72 das Ministerium des Auswärtigen und des Großherzoglichen Hauses und wurde Präsident des Gesamtministeriums (Ministerpräsident). 1872 ging er in den Ruhestand.

## Ehrungen
- 1841 Ritterkreuz des Verdienstordens Philipps des Großmütigen
- 1850 Komturkreuz II. Klasse des Verdienstordens Philipps des Großmütigen
- 1854 Kommandeurkreuz II. Klasse des Ludewigsordens
- 1857 Kommandeurkreuz I. Klasse des Ludewigsordens
- 1858 Wirklicher Geheimer Rat, mit dem Prädikat „Exzellenz“
- Am 25. August 1862 wurde Friedrich von Lindelof in den Adelsstand erhoben
- 1864 Großkreuz des Verdienstordens Philipps des Großmütigen
- 1864 Großkreuz des spanischen Ordens Isabella der Katholischen
- 1867 Großkreuz des Ludewigsordens
- 1868 Ehren-Großkreuz des Oldenburgischen Haus- und Verdienstordens des Herzogs Peter Friedrich Ludwig[9]

Die Pflanzengattung Lindelofia wurde nach ihm genannt.

## Veröffentlichungen
- 1818: Institutiones juris Romani privati
- 1827: Deutsche Reichsgeschichte
- 1828: Grundriss des deutschen Staatsrechts
- 1838: Von dem Rechte der Bundes-Austrägalgerichte Wiedereinsetzung in den vorigen Stand gegen Fristversäumnisse zu erteilen